# Конституція Греції 1822
Конституція Греції 1822, в радянській історіографії також Епідаврський органічний статут 1822 — перша Конституція Греції, прийнята 1 січня 1822 року Першою Національною Асамблеєю в Піаду, що поблизу Епідавра, в перші роки Грецької національно-визвольної війни проти османського панування.

## Основні положення
Конституція Греції 1822 року складалася із 4 частин та 109 статей. Перша частина гарантувала права і свободи, такі як захист приватної власності, особистої безпеки громадян, рівне право всіх на заняття державних посад тощо, для громадян Греції. Проголошувалася свобода віросповідання із домінуванням грецької православної церкви.
Друга частина стосувалася адміністративних засадних положень. Греція проголошувалася республікою. Закріплявся розподіл влади на три незалежні гілки: законодавчу, виконавчу, судову. Тимчасовий уряд Греції мав базуватися в Коринфі.
Третя частина містила обов'язки законодавчих органів, в той час, як четверта частина була присвячена обов'язкам органів виконавчої влади. Останні брали на себе затвердження законодавчих актів, призначення державних міністрів та верховне командування збройними силами.

## Значення
Конституція Греції 1822 року залишила не врегульованим питання про долю колишньої турецької земельної власності, надзвичайно важливе для грецького селянства.
Втім вона діяла до 1830 року, коли на Лондонській конференції великі держави (Велика Британія, Франція та Росія) фактично нав'язали Греції монархічну форму правління (див. Грецьке королівство) і запросили на грецький престол баварського принца Оттона із династії Віттельсбахів, таким чином, скасувавши Конституцію 1822 року.